# Піскурі
Піскурі (рум. Piscuri) — село у повіті Горж в Румунії. Входить до складу комуни Плопшору.
Село розташоване на відстані 217 км на захід від Бухареста, 30 км на південь від Тиргу-Жіу, 60 км на північний захід від Крайови.

## Населення
За даними перепису населення 2002 року у селі проживали 973 особи, усі — румуни. Усі жителі села рідною мовою назвали румунську.